# Marigane-borboleta
O marigane-borboleta (Enneacanthus chaetodon), também conhecido como marigane-listrado, é uma pequena espécie de peixe de água doce nativa de rios e lagos dos Estados Unidos, podendo ser encontrado de Nova Jersey até a região central da Flórida. Comumente é mantido como peixe ornamental, pois possui um corpo oval e achatado com listras pretas, que lembra muito os peixes-borboleta (Chaetodontidae), que são espécies marinhas.